# Brasiliorchis kautskyi
Brasiliorchis kautskyi är en orkidéart som först beskrevs av Guido Frederico João Pabst, och fick sitt nu gällande namn av R.B.Singer, S.Koehler och Germán Carnevali. Brasiliorchis kautskyi ingår i släktet Brasiliorchis och familjen orkidéer. Inga underarter finns listade i Catalogue of Life.